# Ardalion Wassiljewitsch Ignatjew

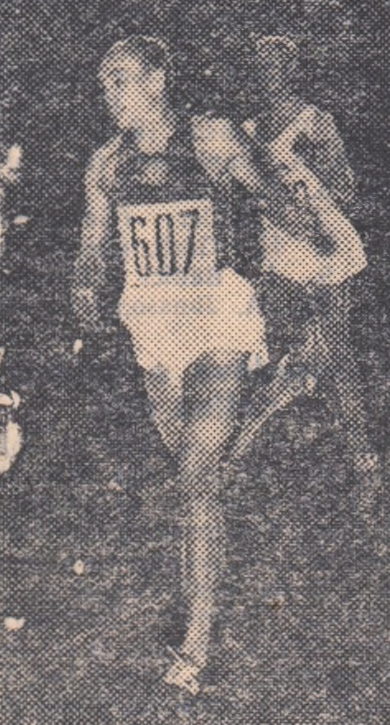
Ardalion Ignatjew (1955)

Ardalion Wassiljewitsch Ignatjew (russisch Ардалион Васильевич Игнатьев, engl. Transkription Ardalion Ignatyev; * 24. November 1930 in Nowoje Toiderjakowo, Rajon Jaltschiki, Tschuwaschien, Russland; † 24. Oktober 1998) war ein sowjetischer Sprinter. Er gilt als der erste olympische Medaillengewinner aus Tschuwaschien.

## Karriere
Beim ersten Auftritt der sowjetischen Mannschaft bei Olympischen Spielen schied Ardalion Ignatjew  1952 in Helsinki im Halbfinale über 400 Meter aus. In der 4-mal-400-Meter-Staffel war bereits nach dem Vorlauf für das sowjetische Team der Wettbewerb beendet.
Bei den Europameisterschaften 1954 in Bern gewann Ardalion Ignatjew über 400 Meter mit dem sowjetischen Rekord von 46,6 s vor Voitto Hellstén aus Finnland. Über 200 Meter gewann er Silber hinter dem Deutschen Heinz Fütterer und lief hier mit 21,1 s ebenfalls sowjetischen Rekord. Die sowjetische Stafette verfehlte die Finalteilnahme.
Bei den Olympischen Spielen 1956 in Melbourne lagen die vier besten im 400-Meter-Finale dichtauf. Es gewann der US-Amerikaner Charles Jenkins in 46,7 s vor Karl-Friedrich Haas aus der Bundesrepublik Deutschland in 46,8 s. Dahinter lagen Ignatjew und Hellstén in 47,0 s. Nachdem die Zielrichter keinen der beiden vorn sahen, musste das Zielfoto entscheiden. Hiernach lag Haas in 47,12 s sehr viel knapper vor den beiden anderen, die mit 47,15 s auch nach elektronischer Messung gleichauf lagen. Beide erhielten nach Juryentscheid eine Bronzemedaille. In der Staffel scheiterte Ignatiew ein weiteres Mal im Vorlauf.
Von 1953 bis 1956 sowjetischer Meister war er über 200 Meter und von 1952 bis 1956 und noch einmal 1959 sowjetischer Meister über 400 Meter. 1953 und 1955 gewann er sowohl über 400 Meter als auch mit der Staffel bei der Universiade.
Insgesamt gelangen ihm sieben Landesrekorde über 200 Meter und neun Landesrekorde über 400 Meter. Mit 46,0 s stellte er 1955 den Europarekord von Rudolf Harbig aus dem Jahr 1939 ein.
Ardalion Ignatjew war 1,73 m und wog in seiner aktiven Zeit 73 kg.

## Bestleistungen
- 200 m: 21,0 s, 1955
- 400 m: 46,0 s, 1955